# Хавыдама
Хавыдама (устар. Хавы-Тэма) — река в Ямальском районе Ямало-Ненецкого АО. Устье находится в протоке Оби Малая Юмба (или Нюдя-Ёмбада) в 9 км по левому берегу. Длина реки — 21 км.

## Данные водного реестра
По данным государственного водного реестра России относится к Нижнеобскому бассейновому округу, водохозяйственный участок реки — Обь от города Салехард и до устья, речной подбассейн реки — бассейны притоков Оби ниже впадения Северной Сосьвы. Речной бассейн реки — (Нижняя) Обь от впадения Иртыша.